# Werner Pesch
Werner Pesch (* 25. Oktober 1938 in Birkesdorf, nun Düren) ist pensionierter Professor für Theoretische Physik an der Universität Bayreuth.

## Leben

### Wissenschaftliche Laufbahn
Werner Pesch promovierte 1968 bei Ludwig Tewordt (1926–2016) an der Universität Hamburg mit einer Arbeit zur Theorie der Kernspinrelaxationen in Supraleitern zweiter Art. 1974 übernahm er eine Professur an der Universität Hannover als Leiter der Abteilung Statistische Physik; 1978 wechselte er an die Universität Bayreuth. Nach seiner offiziellen Pensionierung Anfang 2004 ist er der Universität weiterhin eng verbunden und immer noch  wissenschaftlich aktiv.
Schwerpunkte seiner vielfältigen wissenschaftlichen Arbeit lagen zuerst in der Theoretischen Festkörperphysik, dabei  vornehmlich in der Supraleitung (z. B. der bekannte „Kramer-Pesch-Effekt“). Danach ging es um Modelle der  Statistischen Physik und in den letzten Jahrzehnten um die Dynamik von Flüssigkeiten. Starke Beachtung  fanden hier seine Arbeiten zur Rayleigh-Bénard-Konvektion.

### Schachspieler

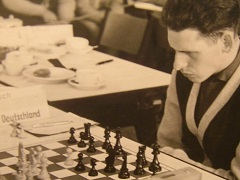
Werner Pesch 1961 in Oberhausen

Werner Pesch ist ein begeisterter Schachspieler. Er belegte 1958 den 2. Platz bei der Deutschen Jugendmeisterschaft in Hitzacker und 1961 den 7. Platz bei der Deutschen Einzelmeisterschaft in Bad Pyrmont. Aufgrund des Erfolges in Bad Pyrmont erhielt er den Titel eines Deutschen Meisters.
Bei der Mannschaftseuropameisterschaft 1961 in Oberhausen gehörte er zur bundesdeutschen Nationalmannschaft.
Danach agierte er praktisch nur noch als Mannschaftsspieler. Zum Beispiel gewann er mit der Schachabteilung des SC Concordia Hamburg die Deutsche Mannschaftsmeisterschaft 1970.
Werner Pesch spielte die Endrunden der Deutschen Mannschaftsmeisterschaften 1961 und 1962 für den ESV Turm Köln, 1963, 1964 und 1965 für den SK Palamedes, 1967, 1968 und 1970 für den SC Concordia, 1974 für die SG Porz, sowie in der 1. Schachbundesliga 1974/75 für den Hannoverschen SK, 1984/85, 1985/86, 1986/87 und 1987/88 für den SC 1868 Bamberg.

## Auswahl von Fachartikeln
- Uwe Brandt, Werner Pesch, Ludwig Tewordt: Theory of the density of states of pure type-II superconductors in high magnetic fields. In: Zeitschrift für Physik. Band 201, 1967, S. 209–221, doi:10.1007/BF01326812.
- Lorenz Kramer, Werner Pesch: Core Structure and Low-Energy Spectrum of Isolated Vortex Lines in Clean Superconductors at T≪Tc. In: Zeitschrift für Physik. Band 269, 1974, S. 59–64, doi:10.1007/BF01668869 (Beschreibung des seither oft als „Kramer-Pesch-Effekt“ bezeichneten Phänomens).[11]
- Lorenz Kramer, Werner Pesch: Convection Instabilities in Nematic Liquid Crystals. In: Annual Review of Fluid Mechanics. Band 27, 1995, S. 515–541, doi:10.1146/annurev.fl.27.010195.002503.
- Eberhard Bodenschatz, Werner Pesch, Guenter Ahlers: Recent developments in Rayleigh-Bénard convection. In: Annual Review of Fluid Mechanics. Band 32, 2000, S. 709–778, doi:10.1146/annurev.fluid.32.1.709.
- Werner Pesch, Alexei Krekhov, Nandor Eber, Agnes Buka: Nonlinear analysis of flexodomains in nematic liquid crystals. In: Physical Review E. Band 98, 2018, S. 032702, doi:10.1103/PhysRevE.98.032702.
- K. Daniels, B. Plapp, W.Pesch, O. Brausch, E. Bodenschatz: Undulation Chaos in inclined Layer Convection

- Karen E. Daniels, Oliver Brausch, Werner Pesch, Eberhard Bodenschatz: Competition and bistability of ordered undulations and undulation chaos in inclined layer convection

- P. Subramanian, O. Brausch, E. Bodenschatz, K. Daniels, T.Schneider W. Pesch: Spatio-temporal Patterns in Inclined Layer Convection (PDF; 5,3 MB)